# Australian Open 2001
L'Australian Open 2001 è stata la 89ª edizione dell'Australian Open e prima prova stagionale dello Slam per il 2001. Si è disputato dal 15 al 28 gennaio 2001 sui campi in cemento del Melbourne Park di Melbourne in Australia.

## Risultati

### Singolare maschile
Andre Agassi ha battuto in finale  Arnaud Clément con il punteggio di 6–4, 6–2, 6–2.

### Singolare femminile
Jennifer Capriati ha battuto in finale  Martina Hingis con il punteggio di 6–4, 6–3.

### Doppio maschile
Jonas Björkman /  Todd Woodbridge hanno battuto in finale  Byron Black /  David Prinosil con il punteggio di 6–1, 5–7, 6–4, 6–4.

### Doppio femminile
Serena Williams /  Venus Williams hanno battuto in finale  Lindsay Davenport /  Corina Morariu con il punteggio di 6–2, 2–6, 6–4.

### Doppio misto
Corina Morariu /  Ellis Ferreira hanno battuto in finale  Barbara Schett /  Joshua Eagle con il punteggio di 6–1, 6–3.

## Junior

### Singolare ragazzi
Janko Tipsarević ha battuto in finale  Wang Yeu-tzuoo con il punteggio di 3–6, 7–5, 6–0.

### Singolare ragazze
Jelena Janković ha battuto in finale  Sofia Arvidsson con il punteggio di 6–2, 6–1.

### Doppio ragazzi
Ytai Abougzir /  Luciano Vitullo hanno battuto in finale  Frank Dancevic /  Giovanni Lapentti con il punteggio di 6–4, 7–6(5).

### Doppio ragazze
Petra Cetkovská /  Barbora Záhlavová-Strýcová hanno battuto in finale  Anna Bastrikova /  Svetlana Kuznecova con il punteggio di 7–6 (5), 1–6, 6–4.